# Alosa d'Aràbia
L'alosa d'Aràbia (Eremalauda eremoides) és una espècie d'ocell de la família dels alàudids (Alaudidae). Habita zones asiàtiques de desert a la Península Aràbiga i l'Orient Pròxim.